# Bergamo
Bergamo là một đô thị ở tỉnh Bergamo, vùng Lombardia, Italia. Đô thị này có diện tích km2, dân số là 120.000 người. Đây là tỉnh lỵ tỉnh Bergamo. Thị xã Bergamo có cự ly khoảng 40 km về phía đông bắc Milano. Thị xã được phục vụ bởi sân bay Orio al Serio. Chân đồi Anpơ Bergamo nằm ngay phía bắc thị xã.

## Nhân khẩu
Năm 2007, có 115.781 người cư trú tại Bergamo (trong đó khu vực vùng đô thị đã có hơn 300 000 dân), trong đó 46,7% là nam giới và 53,3% là nữ. Người chưa thành niên (trẻ em từ 18 tuổi) đạt 16,32 phần trăm dân số so với số người hưởng trợ cấp 23,67 phần trăm. Số liệu này so sánh với mức trung bình của Ý là 18,06 phần trăm (trẻ vị thành niên) và 19,94 phần trăm (hưu trí). Độ tuổi trung bình của người dân Bergamo là 45 tuổi so với mức trung bình của Ý 42. Trong năm năm từ năm 2002 và 2007, dân số của Bergamo tăng 1,92 phần trăm, trong khi Italia là một mức tăng tổng thể 3,85 phần trăm. Tỷ lệ sinh hiện hành của Bergamo là 8,72 con sinh trên 1.000 nhân khẩu so với mức trung bình 9,45 con/1000 dân.
Đến năm 2006, 90,47% dân số là người Ý. Các nhóm nhập cư lớn nhất đến từ các quốc gia khác ở châu Âu (dân Albania đông nhất, và Romania): 3,15%, châu Mỹ (chủ yếu là từ Cochabamba, Bolivia): 2,37%, hạ Sahara châu Phi: 1,41%, và Bắc Phi: 1,23%. Hiện nay một phần năm của những đứa trẻ sinh ra tại Bergamo có ít nhất một phụ huynh nước ngoài. Thành phố chủ yếu là Công giáo La Mã, và nơi đóng trụ sở giáo phận của Bergamo, nhưng do nhập cư hiện nay có một số tín đồ Chính thống giáo, Hồi giáo, và Tin Lành.